# 테러맨
테러맨은 한동우와 고진호가 네이버 웹툰에서 2016년 1월 14일부터 연재하는 대한민국의 웹툰이다.

## 연재 일자
- 2016년 1월 14일: 첫 화 연재
- 2017년 2월 9일: 연재 1주년 특별편 연재
- 2017년 12월 21일: 시즌 1 마지막화 연재
- 2018년 4월 19일: 시즌 2 첫 화 연재

## 줄거리

### 1부 줄거리
주인공 민정우가 릴리아와 알콩달콩 사는 이야기.

## 등장인물
- 민정우: 작품의 남자 주인공. 테러리스트 변장을 하고 불행을 볼 수 있는 눈으로 위험에 처한 사람들을 구한다. 또 Y&Y와 손잡고 음모를 꾸미는 이현성에 맞서 싸운다.
- 릴리아: 민정우의 집에 가정부로 위장해 살며 민정우를 돌보고 지켜주는 러시아 최고의 암살자. 민정우가 Y&Y와 이현성과 맞서 싸울때 같이 싸워주는 조력자.
- 김봉춘: 릴리아의 동료. 민정우와 릴리아에게 첨단 무기와 차량 등을 지원해주며 도움을 주는 조력자 역할을 한다.
- 장덕만: 경찰 특공대 대장. 테러리스트인 민정우를 잡으려고 하다가 Y&Y의 음모를 알게 된 후 민정우를 도와주게 된다.
- 진수호: 민정우와 이현성이 계속해서 테러를 일으키자 이에 대한 대책으로 세워진 대테러특별대책본부의 자문을 맡은 경찰이다.
- 연하연: 음모의 배후에 있는 Y&Y 제약회사의 대표. 이현성에게 이매진 프로젝트를 실험하며 테러를 일으킨다.
- 이현성: 연하연의 실험에 의해 갈수록 괴물 같은 힘을 갖게 되는 테러리스트. 연하연의 계획대로 테러를 일으키고 다닌다.
- 쿠쿠: 웹툰 '웨스트우드 비브라토'에 나오는 코넬리아가 키우는 펭귄. 코넬리아와 인연이 있는 김봉춘이 무기를 부탁하기 위해 찾아갔다가 우연히 봉춘을 따라 한국에 들어오게 된 후 봉춘과 함께 민정우를 돕는다.
- 김민혁: 정우와 같은 고등학교에 다니는 가장 친한 친구이다. 심장이 약하며 과거에 심장수술을 받은 적이 있다.
- 이민지: 민정우와 같은 고등학교에 다니는 친구이다.
- 민석영: 민정우의 아버지이다. 과거 이매진 프로젝트를 주도한 적이 있다.
- 츠라라: 민석영의 조력자이다. 2부 시점에서 릴리아를 간호하고 있다.
- 샤샤: 시즌 2부터 등장한 릴리아의 쌍둥이 여동생이다.
- 이완: 시즌 2부터 등장하는 인물이다. 러시아 마피아 브라츠바의 소속이며 갈 곳 없던 릴리아와 샤샤를 마피아의 길로 이끈 인물이다.
- 윤승아: 민정우의 어머니이자 민석영의 아내이다. 과거 이매진 프로젝트의 연구원이었다.
- 강숙희: 시즌 2에 등장하는 인물로 윤승아의 보디가드이다.
- 가가린: 릴리아가 열차에서 만났던 소년이다.
- 키라: 브라츠바의 간부이며 이매진 프로젝트 대상자이다.

## 슈퍼스트링 프로젝트
테러맨은 슈퍼스트링 프로젝트에 포함되어 있는 작품 중 하나이며 주인공 민정우의 슈퍼스트링 출연이 확정되었다. 슈퍼스트링에 속한 다른 작품의 등장인물이 테러맨에 등장하거나 테러맨의 등장인물이 다른 작품에 등장하기도 한다.

### 테러맨의 등장인물
- 민정우: 테러맨의 주인공인 민정우는 심연의 하늘, 부활남, 캉타우에서 모습을 드러낸다. 민정우가 슈퍼스트링의 중심이라 일컬어도 될 정도의 포지션을 맡고 있다.
- 연하연: 테러맨 1부의 빌런인 연하연은 신석기녀의 등장인물인 연소연의 언니로 그 이름이 언급된다.
- 김민혁: 민정우의 친구인 김민혁은 신석기녀, 부활남에서 모습을 드러낸다.
- 김봉춘: 민정우의 조력자인 김봉춘은 캉타우에서 모습을 드러낸다.

### 타 웹툰의 등장인물
- 강의철: 심연의 하늘의 등장인물인 강의철은 1부에서 y&y 제약회사의 연구원으로 등장한다.
- 강하늘: 심연의 하늘의 주인공인 강하늘은 이 작품에서 아직 아기인 모습으로 등장한다.
- 석환: 부활남의 주인공인 석환은 1부 에필로그에서 고등학생인 모습으로 등장한다.
- 강숙희: 신석기녀의 주인공인 강숙희는 과거 시점에서 윤승아, 민석영의 조력자로 등장한다.

## 같이 보기
- 슈퍼스트링